# Francisco Antônio de Oliveira Lopes
Francisco Antônio de Oliveira Lopes (Barbacena, 1 de maio de 1750 — Porto Belo, 1794) foi um coronel, fazendeiro e minerador, implicado na Inconfidência Mineira.
Residia, com a família, na fazenda da Ponta do Morro, em Prados, na capitania de Minas Gerais.
Por sua riqueza, foi um dos poucos envolvidos na Inconfidência motivados por idealismo, ao invés de problemas financeiros. Obeso, era chamado de "come-lhe milho" pela sua grande velocidade ao falar.

## Biografia
Filho de José Lopes de Oliveira e Bernardina Caetana do Sacramento, era bisneto de Antônio Barbosa Matos, e primo de Domingos Vidal Barbosa Lage. Outra prima, Bernardina Quitéria, era esposa de Joaquim Silvério dos Reis.
Francisco Antônio desposou Hipólita Teixeira de Melo Carvalho, autora do famoso bilhete:
"Tiradentes foi preso no Rio. Quem não é capaz para as coisas não se meta nelas. É melhor morrer com honra que viver em desonra. Quem não reagir será preso. Convoquem a tropa do Serro e façam um VIVA O POVO!"
Estéreis, adotaram um sobrinho de Bárbara Eliodora, Antônio.
Por seu envolvimento no movimento da Inconfidência, foi condenado ao degredo perpétuo em Moçambique, juntamente com Tomás Antônio Gonzaga e José Ayres Gomes, para o qual partiu em 25 de maio de 1792.